# Trió FM
A Trió FM (1995-től 1996-ig Rádió Jászberény) egy Jászberényből, a Jászságban valamint Jász-Nagykun-Szolnok vármegye mellett Pest és Heves vármegye egy részén fogható helyi kereskedelmi rádióállomás, amely 1996. május 1.-én indult az FM 97,7 MHz-es frekvencián.

## Története
A rádió 1994. decemberében egy hetes tesztadás után 1995. július 1-én indult el Rádió Jászberény néven. 1996. május 1-én egy tulajdonosválás után indult Jászberényben a 97,7 MHz-en, 24 órás műsoridővel.
Kezdetben napi 4-5 órás közszolgálati műsorral, majd 1999. május 1-től hosszabb műsoridővel, már Trió Rádió néven, és kereskedelmi műsorszolgáltatással.
A rádió formátuma Hot AC, azaz a 80-as, 90-es évektől napjaink legjobb zenéiből ad válogatást.

## Lefedettsége és hallgatói
Jászberény és Jász-Nagykun-Szolnok vármegye egyik legfejlettebb térségében szól, 30 km-es körzetben; a Jászságot határoló városokig: Gödöllő, Hatvan, Gyöngyös, Nagykáta, Cegléd, Abony, Szolnok, Heves. A rádió közel 200 000 potenciális hallgatót ér el.[forrás?] A 16–55 éves korosztályt kívánják megcélozni műsoraikkal. Interneten is elérhető.

## Műsorai
- Hírek
- Reggeli Starter (7:00-11:00)
- Napközben Trióval (11:00-13:00)
- Délutáni Műszak (13:00-18:00)
- Zamat (Gasztronómiai magazin (Vasárnap 10:00-12:00)
- Sztárportré (Szombat 10:00-12:00)
- Trió éjszaka (0:00-5:00)
- A Tudomány mai állása (21:00-tól)
- Trió Top 20 (Szombat 12:00-14:00)

## Műsorvezetők
- Pálinkás Zsolt
- Zsupos Ági
- Kis Kata
- Karakas Balázs (helyettes)
- Molnár Szabolcs
- Kovács Attila
- Géczi Adrienn (helyettes)

## Hírszerkesztők
- Kis-Némethné Király Éva